# Cryptochironomus longimanus
Cryptochironomus longimanus är en tvåvingeart som beskrevs av Jean-Jacques Kieffer 1924. Cryptochironomus longimanus ingår i släktet Cryptochironomus och familjen fjädermyggor.
Artens utbredningsområde är Tyskland. Inga underarter finns listade i Catalogue of Life.